# San Lorenzo (Roma)
San Lorenzo è la zona urbanistica 3B del Municipio Roma II di Roma Capitale. Si estende sul quartiere Q. VI Tiburtino.
Prende il nome dalla vicina basilica di San Lorenzo fuori le mura.

## Geografia fisica

### Territorio
È situata fra le Mura aureliane, all'altezza di Porta Tiburtina, e il cimitero del Verano, attraversata dal tratto iniziale di via Tiburtina.
La zona confina:
- a nord con la zona urbanistica 3X Università
- a est con la zona urbanistica 3Y Verano
- a sud con le estremità occidentali delle zone urbanistiche 6A Torpignattara (Pigneto) e 9A Tuscolano Nord
- a ovest con le zone urbanistiche 1E Esquilino e 1F XX Settembre

## Storia
L'urbanizzazione della zona risale alla fine del XIX secolo, quando Roma conobbe, in seguito alla sua unificazione al Regno d'Italia e al suo divenire capitale, un grande sviluppo urbanistico. Prima di allora oltre le Mura aureliane si estendeva un paesaggio sostanzialmente agricolo, interrotto solo dalla basilica di San Lorenzo e dal primo nucleo del cimitero del Verano.
Quando ancora non era stato costruito il quartiere, furono attivati nel 1865 lo scalo merci San Lorenzo, tuttora in uso, e nel 1879 la tranvia a vapore Roma-Tivoli lungo la via Tiburtina, con capolinea a porta San Lorenzo, in funzione fino al 1934.
Tra il 1884 e il 1888 furono realizzati alloggi per ferrovieri dello scalo merci, operai ed artigiani che arrivavano a Roma dai paesi e dalle regioni limitrofe. Da qui la natura popolare del quartiere, che si rispecchia nelle particolari tipologie abitative a "ringhiera". Il primo documento pubblico che richiama il quartiere San Lorenzo è la delibera del 1887 avente per oggetto la toponomastica di Roma con l'aggiunta di nuove vie e piazze della capitale post-unitaria.
Proprio per migliorare le condizioni socio-economiche degli abitanti, un processo di risanamento, patrocinato dall'Istituto dei Beni Stabili di Roma, prevedeva interventi sia strutturali che sociali. In particolare, per favorire l'educazione dei bambini e l'emancipazione femminile, fu istituita qui la prima Casa dei Bambini al mondo, per opera di Maria Montessori. Secondo quanto riportato dalla stessa Montessori nel suo Discorso inaugurale pronunciato in occasione dell'apertura di una Casa dei Bambini nel 1907 (pubblicato in appendice al libro La scoperta del bambino), gli interventi resero puliti ed esteticamente apprezzabili dei locali che inizialmente erano fatiscenti.

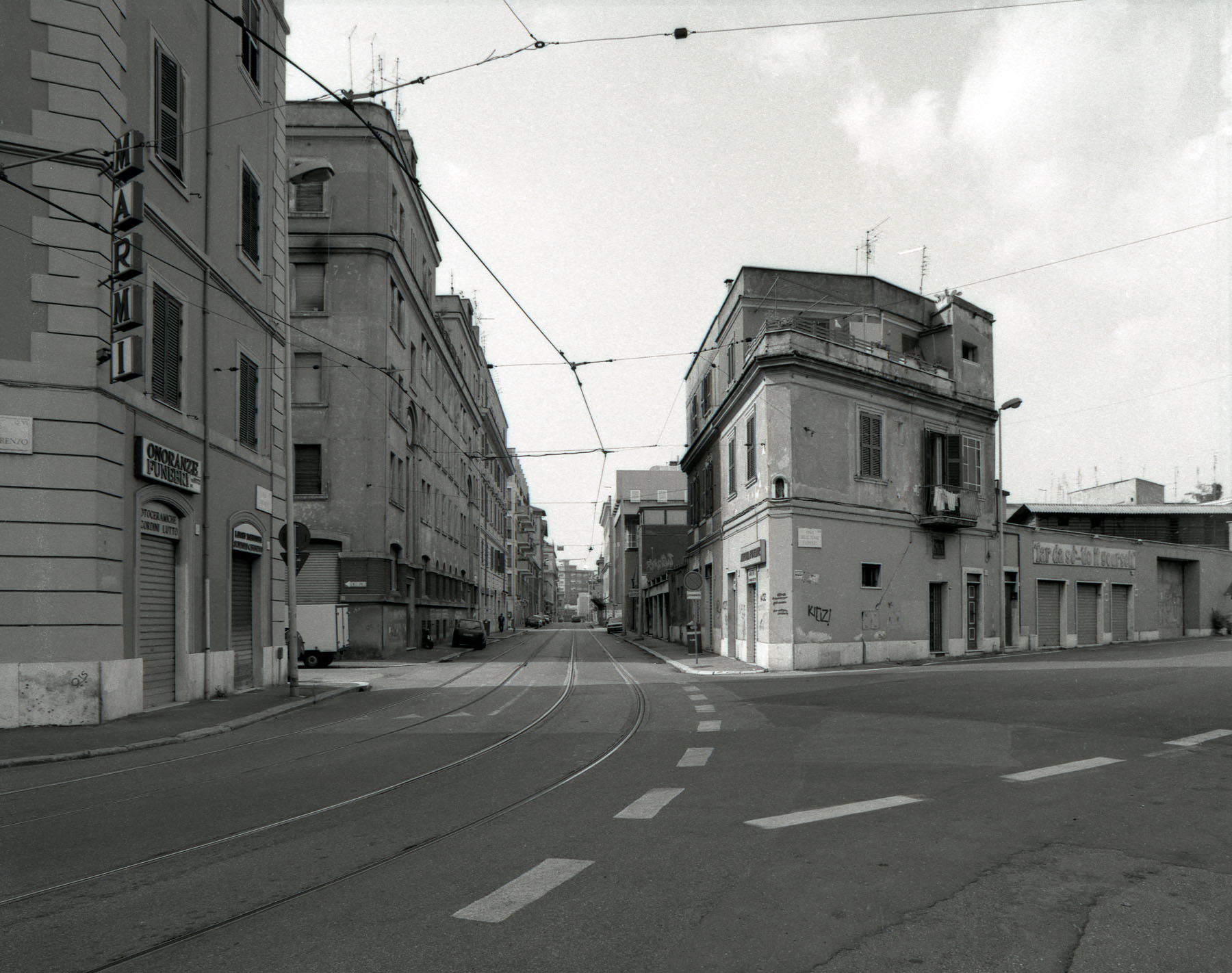
Via dei Reti (1995).

Nel 1909 viene inserito nel piano regolatore del comune di Roma della giunta Nathan. Tra il 1921 e il 1922 il quartiere, caratterizzato da una forte e radicata presenza social-comunista, fu oggetto di numerose incursioni squadriste che, a fronte della tenace resistenza degli Arditi del Popolo e della popolazione locale, terminarono sistematicamente con la sconfitta e la ritirata dei fascisti. Il 30 ottobre 1922, durante le fasi finali della marcia su Roma, gruppi di squadristi toscani assaltarono San Lorenzo con l'obbiettivo di punire gli abitanti e vendicarsi degli smacchi subiti nei mesi precedenti. Gli squadristi, fiancheggiati dai militari che avrebbero dovuto garantire l'ordine pubblico, iniziarono a sparare contro sedi politiche, sindacali ma anche osterie e case di antifascisti. A fine giornata si conteranno 8 morti (Vittorio Gezzi, Gioacchino Secoli, Fausto Berretta, Alberico Pierini, Maria Gagliardi, Sante Ascenzi, Teodoro Bielli e Alfonso Fanelli) e 13 feriti. Dal canto loro i fascisti lamentarono quattro feriti. La sera seguente uno squadrista sparerà contro un gruppo di antifascisti uccidendone uno (Umberto Pallocca) e ferendone tre. 
Negli anni trenta a nord del quartiere fu costruita la Città universitaria, nuova sede dell'Università La Sapienza, e l'edificio del Consiglio Nazionale delle Ricerche.
Il 19 luglio del 1943, durante la seconda guerra mondiale, fu colpito dal primo bombardamento degli alleati su Roma, con l'obiettivo di attaccare lo scalo merci, insieme ai quartieri limitrofi (Prenestino, Casilino, Labicano e Tuscolano). Alle ore 11.03, 662 bombardieri statunitensi rilasciarono 4 000 bombe (circa 1 060 tonnellate) sul quartiere, provocando circa 3 000 morti, di cui 1377 identificati, e 11 000 feriti. Dopo il bombardamento papa Pio XII, con un gesto eccezionale per l'epoca, si recò personalmente nei quartieri colpiti. Sebbene i bombardamenti colpirono varie zone a est della città, cerimonie pubbliche alla memoria si svolgono annualmente a San Lorenzo, per essere stato il primo e per gli ingenti danni e morti procurati, che anticiparono di sei giorni la caduta del fascismo e l'arresto di Benito Mussolini.
Gaetano Bordoni, testimone che rimase ferito nel bombardamento e nel quale perse numerosi parenti, trasformò la bottega da barbiere del padre in una nota "casa della memoria"; intervistato più volte, da alcuni storici fu considerato fonte di storia orale e citato in diverse pubblicazioni sull'argomento.
San Lorenzo svolse un ruolo fondamentale negli anni della contestazione studentesca in quanto vi trovarono sede diversi gruppi extraparlamentari, sia per la disponibilità di botteghe vuote con affitti bassi sia per la vicinanza all'università: Lotta Continua a via dei Piceni, Movimento Studentesco a via dei Marrucini, Potere Operaio a via dei Volsci.
Dagli anni ottanta San Lorenzo perse via via la fisionomia popolare che aveva fin dalle origini, con la progressiva gentrificazione che sostituì gli abitanti originari con gli studenti universitari della vicina Sapienza (che ha spostato anche alcuni dipartimenti e istituti all'interno del quartiere), nonché con artisti, artigiani, scrittori, attori, registi e intellettuali. Oggi è di fatto considerato il principale quartiere universitario di Roma, frequentato dai giovani di tutta la città e animato da numerosi pub, ristoranti, birrerie, club e associazioni culturali.
Il 19 luglio del 2003, nel Parco dei Caduti, è stato inaugurato un monumento commemorativo per i caduti del bombardamento, che riporta i nomi delle 1 674 vittime accertate di San Lorenzo.

## Luoghi storici
- Basilica di San Lorenzo fuori le mura, in piazzale del Verano - Chiesa del IV secolo e basilica papale. La parrocchia è stata eretta il 4 luglio 1709 con il decreto del cardinale vicario Gaspare di Carpegna "De cuiuslibet statuta". Deriva dall'integrazione di due chiese di epoche diverse e dalla successiva imponente ristrutturazione voluta da papa Onorio III nel XIII secolo. La primitiva basilica è stata eretta nel IV secolo dall'imperatore Costantino I sulla tomba del martire Lorenzo, vittima della persecuzione di Valeriano nel 258. Ospita inoltre le spoglie di santo Stefano, primo martire cristiano.
- Porta Tiburtina, in origine monumentale arco costruito dall'imperatore Augusto nel 5 a.C. per permettere il passaggio al di sopra della strada dei tre acquedotti dell'Aqua Marcia, Aqua Tepula e Aqua Iulia provenienti dalla Porta Praenestina (Porta Maggiore). L'arco, inserito nelle mura fatte costruire dall'imperatore Aureliano a partire dal 271 a.C., è in travertino, ha pilastri tuscanici e chiavi di volta ornate da bucrani (motivi ornamentali a forma di teschio di bue).

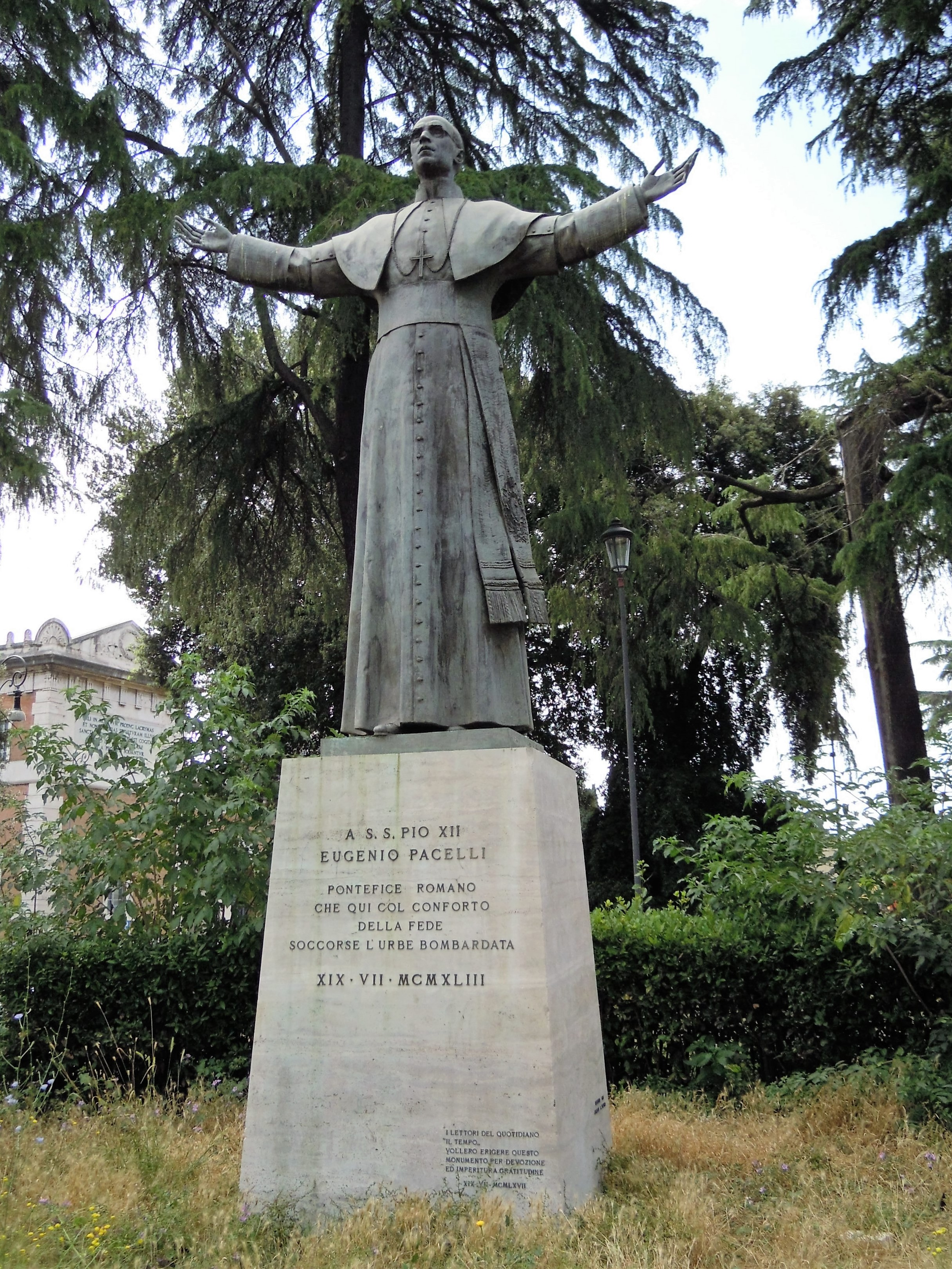
Monumento a Pio XII a piazzale del Verano

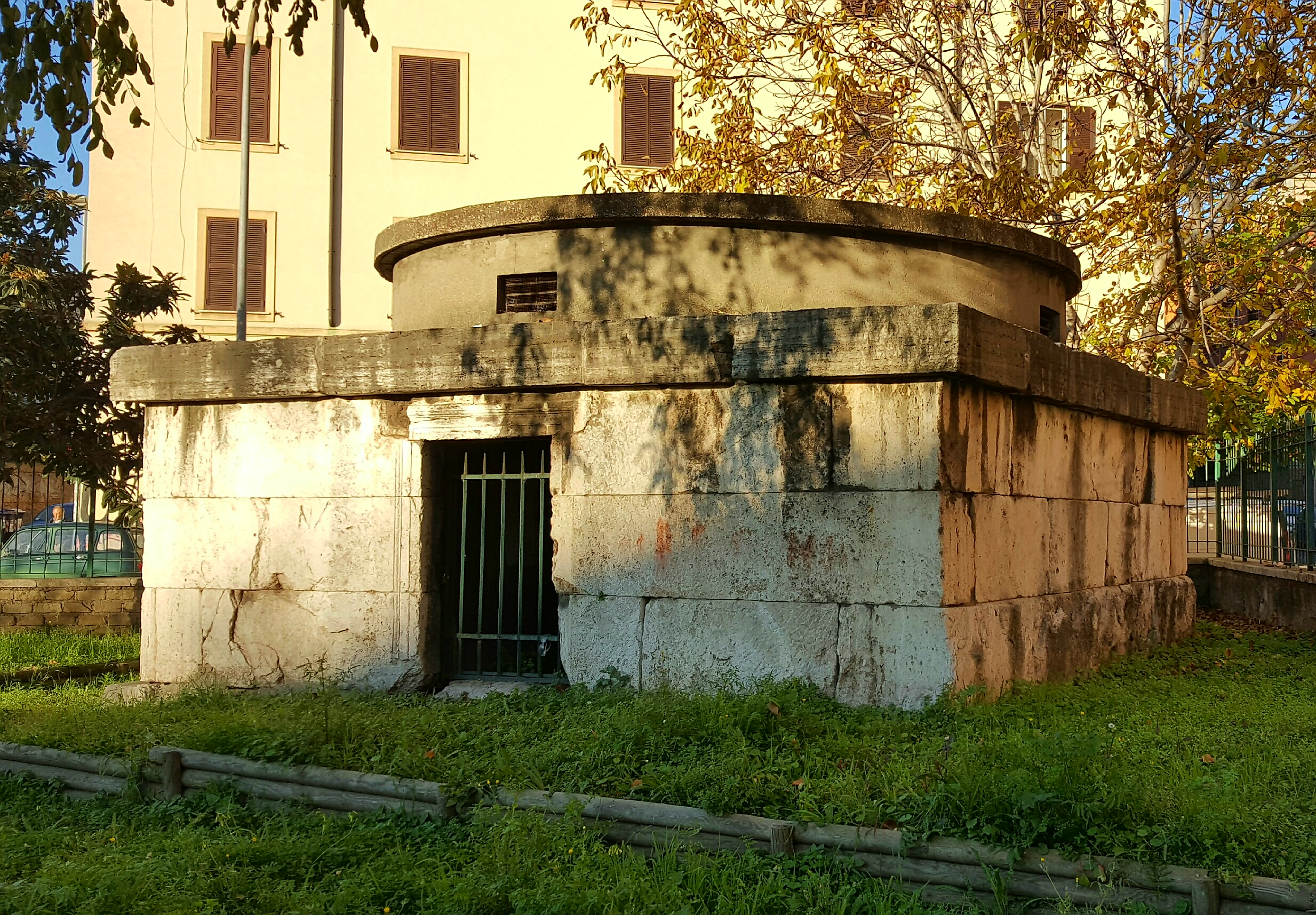
Sepolcro di Largo Talamo

- Sepolcro di largo Talamo[11], piccolo mausoleo romano, risalente al I secolo d.C., rivestito esternamente in travertino e con una cella rotonda all'interno. Testimonianza della presenza nell'area di monumenti funebri, di cui l'esempio più significativo è il vicino sepolcro del fornaio Eurisace a Porta Maggiore.
- Villa Gentili-Dominici[12], costruzione settecentesca incastonata tra le mura Aureliane e gli archi dei tre acquedotti, ha inglobato anche il camminamento sulle mura trasformandolo in un giardino pensile. Costruita nella proprietà acquisita dal marchese Filippo Gentili tra il 1739 e il 1741 e costituita inizialmente da un orto, sarà ampliata e resa molto più estesa di quella attuale. Alla morte del marchese e del fratello cardinale Antonio Saverio Gentili la proprietà passò alla nipote la marchesa Margherita Sparapani Gentili Boccapadule. Nel 1885 infatti viene in gran parte ceduta all'esercito che tuttora la occupa.
- Pastificio Cerere, birreria Wuhrer e vetreria Sciarra, costituiscono delle importanti testimonianze dell'architettura industriale di inizio Novecento. Il primo è divenuto un centro di arte contemporanea, la seconda è stata demolita per lasciare il posto alla facoltà di Psicologia dell'Università "La Sapienza" e i locali della terza, ristrutturati, sono stati dati in cessione anch'essi alla prima università romana soprattutto per il dipartimento di Storia, Antropologia, Religioni, Arte e Spettacolo.
- Chiesa di Santa Maria Immacolata e San Giovanni Berchmans, ultimata nel 1909, in forme neo romaniche di stile lombardo,[senza fonte] con facciate in cortina di mattoni e archetti pensili come decorazione esterna. Il suo campanile viene realizzato più tardi (1929) dall'architetto Carlo Strocchi ad imitazione del campanile di San Marco a Venezia. In onore della Vergine Maria nella ricorrenza dell'Immacolata Concezione ogni anno, l'8 dicembre, si svolge una festa molto sentita dagli abitanti storici del quartiere.
- Villa Mercede[13]: L'area dove oggi sorge Villa Mercede era parte fino alla fine dell'800, di una vasta area coltivata a vigne denominata vigna Zampillone, estesa dalle Mura fino al Verano. L'urbanizzazione del quartiere agli inizi del '900 ridusse velocemente l'area coltivata. Nel 1913, quando la proprietà risultava intestata alla famiglia De Reinach e a Teresa Lemoine, fu costruito un edificio di notevoli dimensioni denominato "LaVilletta". Poche sono le notizie riguardo ai proprietari: i De Reinach possedevano numerosi terreni fuori Porta Tiburtina mentre la signora Lemoine era una religiosa la quale, insieme ad altre facoltose signore, nel 1907 acquistò il terreno dalla Banca d'Italia per destinarlo ad opera pia. Essa, infatti, nel 1931 cedette al vicino Istituto delle Suore Ausiliatrici tutta la proprietà con l'edificio della "Villetta" e la chiesa di S. Maria Ausiliatrice allora in fase di costruzione, progettata dall'arch. G. Gualandi nel 1921 consacrata nel 1926. Fino al 1970 l'area di circa 22.000 m² compresa tra via Tiburtina, via dei Marruccini, via dei Ramni, via dei Luceri, rimase tutta di proprietà delle suore Ausiliatrici, che la lottizzarono dividendola in due parti e mettendo in vendita quella su via Tiburtina. L'area fu acquistata nel 1975, per destinarla a centro sportivo aziendale, dal Banco di S. Spirito e nel 1979 fu aperta al pubblico, a seguito di una convenzione con il Comune di Roma per la quale fu redatta un'apposita variante al Piano Regolatore Generale, destinata dal 1962 a "verde privato" e approvata nel 1982, per la sistemazione urbanistica del complesso immobiliare della villa. Nel 1983 il Banco di S. Spirito cedette definitivamente al Comune di Roma la porzione del complesso di Villa Mercede (di circa 8.000 m²) tra via dei Marrucini e via Tiburtina con le due costruzioni adibite a teatrino e a portineria. La restante parte fu venduta alla diocesi di Roma. Il 15 novembre 1974 la chiesa fu eretta a parrocchia con il decreto del cardinale vicario Ugo Poletti Neminem latet, e intitolata a Tommaso Moro. Il riconoscimento agli effetti civili del provvedimento vicariale è stato decretato il 10 marzo 1978. La proprietà immobiliare è della Pont. Opera per la Preservazione della Fede e la provvista di nuove Chiese in Roma. La chiesa è in stile neogotico a tre navate, suddivise da colonne che terminano con capitelli corinzi; essa ha una volta a crociere e cappelle laterali.
- Istituto Superiore Statale "Niccolò Machiavelli" (edificio del primo Novecento, ospita il Liceo Classico, già Gaio Lucilio), in via dei Sabelli.
- Cimitero del Verano e la zona di via dei Volsci, dove si concentra il relativo centro di lavorazione dei marmi e delle lapidi. Da menzionare due tipi di marmo di unica realizzazione a San Lorenzo: il torrone così denominato per la somiglianza con il dolce omonimo e il gufetto o tufetto più morbido e di colore tendente al bruno.
- Città Universitaria della "Sapienza", costruita a partire dal 1933 per ordine di Mussolini con l'importante contributo dell'architetto Marcello Piacentini in un'area di circa 20 ettari. Costituisce uno spazio separato rispetto al resto della città e del quartiere.

## Odonimia
Le vie del quartiere sono dedicate in prevalenza agli antichi popoli italici.